# Draco Malfoy
Draco Lucius Malfoy là một nhân vật hư cấu trong bộ tiểu thuyết Harry Potter của J. K. Rowling. Anh là học sinh thuộc nhà Slytherin cùng năm với Harry Potter. Anh ta thường xuyên được đi cùng với hai người bạn nối khố của mình, Vincent Crabbe và Gregory Goyle, những người hoạt động như một tay sai. Draco được đặc trưng là một kẻ bắt nạt hèn nhát, người thủ đoạn và làm tổn thương mọi người để đạt được thứ anh ta muốn; tuy nhiên, anh ta là một người sử dụng ma thuật xảo quyệt. Anh đã được đóng bởi Tom Felton trong loạt phim Harry Potter.

## Gia đình
Draco Lucius Malfoy (sinh ngày 5 tháng 6 năm 1980), là con trai độc nhất của ông Lucius và bà Narcissa Malfoy (nhũ danh Black), được sinh ra trong một gia tộc phù thủy lâu đời, giàu có và mang dòng máu thuần. Về phía họ ngoại, cậu là hậu duệ của dòng họ Black - gia tộc phù thủy cổ xưa và cao quý, là chắt ngoại của Phineas Nigellus Black - cựu hiệu trưởng của trường Hogwarts. Cả hai dòng họ Black và Malfoy đều có truyền thống theo học ở nhà Slytherin hàng nhiều thế kỉ nay và luôn phản đối một cách mạnh mẽ những ai phá bỏ truyền thống này.
Draco lớn lên trong nỗi tiếc nuối về sự thất bại của chúa tể Voldemort. Tuy nhiên cha cậu đã thận trọng nhắc nhở rằng điều này không được tiết lộ ra bên ngoài vì nếu không "cha sẽ gặp rắc rối".
Gia tộc Malfoy luôn tự hào về dòng máu thuần chủng và địa vị cao quý trong xã hội của họ. Lucius Malfoy khi xưa là Tử thần Thực tử, là kẻ phụng sự đắc lực của Voldemort. Sau thất bại của chúa tể Voldemort, ông bằng cách luồn lách khôn khéo khi khai rằng mình đã bị ếm Imperio (lời nguyền Độc đoán), nhờ vậy thoát khỏi ngục Azkaban. Vợ ông, bà Narcissa Malfoy thì đơn giản chỉ là đồng tình với quan điểm lâu đời của dòng họ về tôn vinh dòng máu thuần chủng.
Gia đình Malfoy nuông chiều cậu quý tử của mình với đủ loại của cải vật chất cùng với đó là những định kiến đối với Muggle, phù thủy gốc Muggle, phù thủy máu lai và những kẻ phản bội dòng máu. Nói tóm lại, định kiến bao trùm tất cả ngoại trừ những pháp sư và phù thủy thuần huyết hay những ai ủng hộ quan điểm này.
Từ nhỏ, Draco giao thiệp chủ yếu với con cái của những người bạn Tử thần Thực tử cũ của cha, sau đó cậu đến Hogwarts với một băng nhóm gồm những người bạn đã kết thân từ trước, có thể kể đến như Vincent Crabbe và Gregory Goyle.
Cha cậu có người bạn là Igor Karkaroff, hiệu trưởng trường phù thủy Durmstrang ở Bắc Âu. Ngôi trường nổi tiếng với chương trình dạy học môn Nghệ thuật Hắc Ám và không nhận phù thủy gốc Muggle. Vì vậy, trước đây, ông Malfoy đã từng có ý định cho Draco nhập học ngôi trường này thay vì Hogwarts tuy nhiên vợ ông không đồng tình do không muốn con mình đi học quá xa nhà.
- Vợ: Astoria Greengrass
- Con trai: Scorpius Hyperion Malfoy
- Cha: Lucius Malfoy
- Mẹ: Narcissa (Black) Malfoy
- Ông bà: (chỉ biết một số tên)
  - Phía ngoại: Ông bà của Malfoy là Cygnus Black và Druella Rosier
  - Phía nội: Ông là Abraxas Malfoy
- Họ hàng:
  - Cô cậu: Bellatrix Lestrange, Rodolphus Lestrange, Andromeda Tonks, Ted Tonks, Sirius Black và Regulus Black.
  - chị họ: Nymphadora Tonks.

Bà Molly Weasley cũng có thể là họ hàng của Malfoy theo một cách nào đó (vì bà là chị họ của chú Sirius)
Malfoy là con độc nhất. Cậu lớn lên trong sự giàu sang, sung sướng và sự ngưỡng mộ gần như đến sùng bái người cha của mình. Trang viên của dòng họ Malfoy nằm ở Wiltshire, miền Tây Nam nước Anh.

## Ngoại hình
Draco được miêu tả là một cậu bé cao với khuôn mặt sắc nhọn, nước da nhợt nhạt, tóc bạch kim bóng lưỡng được chải ra sau đầy kiêu hãnh - một đặc trưng của gia tộc Malfoy và có đôi mắt màu xám xanh.

## Tính cách

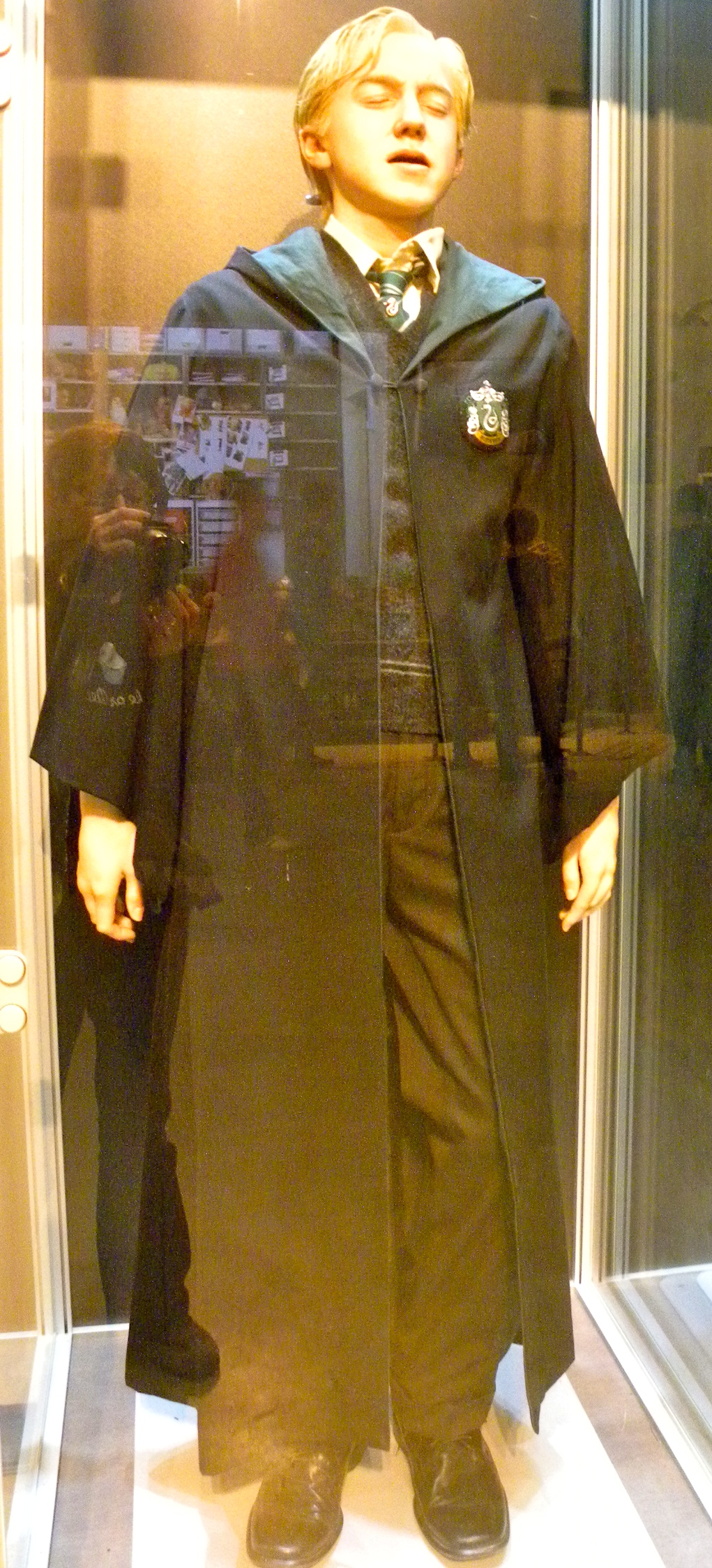
Tượng Draco Malfoy bằng sáp tại một buổi thăm quan trường quay sản xuất Harry Potter.

Tính cách của Draco được thể hiện như một người đầy xảo quyệt và kiêu ngạo, mang một niềm tự hào mù quáng về dòng máu thuần chủng cậu mang trong người. Draco - theo tác giả J. K. Rowling miêu tả - có một tính cách làm nổi bật lên nét tương phản với nhân vật Harry Potter. Draco thường giỏi làm người khác tổn thương bằng lời nói hơn là bằng phép thuật của mình.
Cậu sẵn sàng buông những lời xúc phạm nặng nề với tất cả những ai cậu cho rằng có địa vị thấp kém hơn mình, nhất là những người không mang dòng máu thuần chủng. Điển hình là cậu luôn nhạo báng Ron Weasley vì gia đình Ron quá nghèo, và nói dòng họ cậu là "nỗi nhục nhã lớn nhất" của những gia tộc thuần chủng. Cậu cũng gọi Hermione Granger là Máu bùn vì cô bé xuất thân từ Muggle. Như tác giả đã giải thích vào năm 1999: "Draco là một kẻ mù quáng, hay bắt nạt người khác và có tính khoác lác, khoe khoang. Trong những hoàn cảnh cụ thể và tinh tế nhất, cậu ta biết chính xác cách nào có thể làm đau người khác".
Trong một cuộc phỏng vấn vào năm 2005, Rowling có nói thêm rằng Draco, khác hẳn với Harry, không bao giờ cảm thấy ăn năn hối hận với những hành động cậu đã làm: "Cậu ta rất có tài trong việc phân biệt giữa cuộc sống và cảm xúc của mình. Cậu đã đóng kín lòng thương hại của mình lại. Cậu ta giấu kín mọi yêu thương có trong lòng ". Mặc dù thế, trong suốt câu chuyện, Draco cũng đã để lộ ra sự yếu đuối và hối hận của bản thân; cụ thể trong tập Harry Potter và Hoàng tử lai, Harry đã nhìn thấy cậu khóc trong nhà vệ sinh nam với ma Myrtle khóc nhè vì cảm thấy không thể hoàn thành nổi nhiệm vụ mà Voldemort đã giao cho cậu (giết Albus Dumbledore). Rowling nói đó là một phần tính hèn nhát và yếu đuối thực sự trong Draco, và cậu không hoàn toàn là một kẻ xấu xa, tệ hại.

## Tài năng pháp thuật
Trong suốt các phần truyện, Draco đã chứng tỏ mình là một phù thủy trẻ xảo quyệt nhưng cũng có tài năng thực sự.
Trong năm học thứ hai, cậu đã thực hiện thành công thần chú Tarantallegra (bùa nhảy nhót) và Serpensortia (Bùa gọi rắn) khi đấu tay đôi với đối thủ Harry Potter.
Tài năng của Draco càng được thể hiện cao hơn trong năm học thứ sáu, khi cậu là một trong rất ít học sinh trong lớp có thể bào chế thành công một loại thuốc phức tạp.
Cậu cũng rất giỏi trong việc sử dụng phép Occlumency - Bế quan bí thuật (học được từ dì của cậu là Bellatrix Lestrange).
Rowling nhớ lại trong một cuộc thảo luận giữa bà và người biên tập về chi tiết cho rằng Draco đã có khả năng điều khiển phép Bế quan bí thuật, trong khi Harry thì chưa thể. Người biên tập đã nói rằng đó là một chi tiết xứng đáng để chứng minh rõ cho việc Draco là một người "Rất có tài trong việc phân biệt giữa cuộc sống và cảm xúc của mình".
Khi được hỏi Thần hộ mệnh của Draco là gì, bà Rowling đã trả lời rằng, chí ít cho đến hết tập sáu, Draco dường như vẫn không có đủ khả năng trong việc sử dụng phép Expecto Patronum (Thần chú gọi Thần hộ mệnh) - một phép thuật không chính thức được giảng dạy trong trường Hogwarts.

## Ở trường Hogwarts

### Bắt đầu
Với bản tính của gia đình Malfoy là luôn căm ghét Muggle thì tất nhiên sẽ không có chuyện cậu vào học ở một trường tiểu học nào đó của Muggle như nhiều đứa trẻ phù thủy khác. Cậu nhận được thư cú từ trường Hogwarts, bắt đầu năm học thứ nhất vào năm 1991 và được phân loại vào nhà Slytherin, theo đúng kỳ vọng của nhiều người và cả mong muốn của chính cậu.

### Thành tích
Ngoài sự nham hiểm và độc ác được kế thừa của người cha, Draco cũng có nhiều thành tích nổi bật.
- Trở thành tầm thủ của đội Quidditch nhà Slytherin (1992) (nhiều khả năng do cha cậu bỏ tiền ra mua nhưng bản thân cậu cũng là một Tầm thủ giỏi)
- Rất giỏi trong môn điều chế Độc dược
- Thành thạo một số lời nguyền trong ma thuật Hắc ám (như Lời nguyền Độc đoán, Lời nguyền Giết chóc, Lời nguyền Tra tấn...)
- Đạt chứng chỉ Pháp thuật thường đẳng (O.W.L)

### Bạn bè
Giống như các thành viên của Slytherin, Draco không có mối quan hệ tốt đẹp nào với các thành viên của ba nhà kia. Tuy nhiên, trong năm của Harry, cậu dường như là một người đứng đầu của nhà Slytherin. Bạn bè của cậu được đề cập tới bao gồm Vincent Crabbe, Gregory Goyle, Theodore Nott, Blaise Zabini, Pansy Parkinson
- Vincent Crabbe và Gregory Goyle có thể coi là vệ sĩ của Draco, hai cậu này luôn lẽo đẽo theo cậu bất kì chỗ nào và rất nghe lời Draco. Tuy nhiên vào trân chiến ở Hogwarts vào năm thứ bảy, Crabbe đã bất chấp lời ra lệnh của Draco.

### Đũa phép
Đũa phép của Draco do ông Ollivander chế tạo, "vỏ bằng gỗ cây táo gai và lõi lông kỳ lân, dài 10 inch đúng, đàn hồi hợp lý". Nhưng trong trận chiến với Draco ở phủ Malfoy, Harry đã cướp được nó trong tay cậu và trở thành chủ nhân tạm thời của cây đũa phép này.

## Vai trò trong bộ phim
Ở trường, Draco là kẻ thù của Harry. Có thể coi cậu là biểu tượng đặc trưng của nhà Slytherin. Cậu không bỏ sót bất kì vụ bắt nạt nào đối với các phù thủy khác.

### Harry Potter và Hòn đá phù thủy
Khi 11 tuổi, Draco Malfoy nhận được thư cú từ trường Hogwarts. Trong truyện, cậu xuất hiện lần đầu tiên tại tiệm bán áo choàng của bà Malkin và cũng gặp Harry Potter tại đây. Trong phim, Malfoy gặp Harry lần đầu tiên khi cả hai đang trên đường đến trường phù thủy. Malfoy đã đặc biệt chú ý đến Harry mặc dù chưa hề biết cậu là ai. Nhưng cậu đã làm cho Harry có ác cảm vì thái độ nói chuyện rất kiêu căng, ngạo mạn. Việc nghe Draco huênh hoang về một kế hoạch nhằm thuyết phục cha của cậu mua cho cậu một cái chổi xịn khiến cho Harry nhớ lại thằng anh họ hư hỏng Dudley Dursley. Draco còn tỏ ra khinh rẻ Rubeus Hagrid, người giữ khóa của trường Hogwarts và cũng là người bạn lớn của Harry.
Trong trường Hogwarts, Draco là học trò cưng của thầy Độc dược và cũng là chủ nhiệm nhà Slytherin - Severus Snape.

### Harry Potter và phòng chứa bí mật
Lúc này Draco đã được 12 tuổi và trở thành Tầm thủ mới của đội Quidditch nhà Slytherin.
Hermione Granger quả quyết rằng cha của Draco đã mua vị trí này cho cậu bằng cách tặng những cây chổi mới nhất lúc bấy giờ - những cây Nimbus 2001, cho cả đội Slytherin. Draco đã nhục mạ Hermione bằng cách gọi cô bé là "Con bé Máu Bùn bẩn thỉu". Toàn đội Gryffindor đều cảm thấy đây là một sự xúc phạm nặng nề, trong khi đó Harry và Hermione, hai người sinh trưởng trong gia đình Muggle thì không hiểu nó có nghĩa là gì.
Với những cây chổi xịn trong tay, đội Slytherin đã dễ dàng đè bẹp đội Gryffindor trong những phút đầu của hiệp đấu. Nhưng bằng bản lĩnh và tài năng sẵn có, Harry đã tóm được trái Snitch vàng khi nó đang tìm cách chạy trốn trái banh Bludger bị ếm, mang chiến thắng về cho đội Gryffindor. Draco Malfoy luôn có thái độ miệt thị Muggle và cả những phù thủy sinh trưởng trong gia đình Muggle, bằng chứng là cậu luôn gọi Hermione là "Máu Bùn".
Chính vì thái độ kênh kiệu và độc ác ấy đã khiến cho Harry và bạn bè của Harry nghi ngờ (thậm chí là khẳng định) Draco là Người kế vị của Salazar Slytherin, người đã mở Phòng chứa bí mật. Harry Potter và Ron Weasley đã lén dùng thuốc Đa dịch giả dạng thành Vincent Crabbe và Gregory Goyle, đột nhập vào phòng sinh hoạt chung của nhà Slytherin nhằm moi móc một chút tin tức từ Draco. Nhưng Draco cũng không hề biết, mặc dù vậy, cậu nói rằng nếu biết đó là ai thì sẽ sẵn lòng giúp đỡ ngay.

### Harry Potter và tên tù nhân ngục Azkaban
Ở năm học thứ ba, Draco đã bước sang tuổi 13.
Rubeus Hagrid đã trở thành giáo sư môn Chăm sóc sinh vật huyền bí thay cho giáo sư đã về hưu. Draco thì không hề thích việc này chút nào. Tại lớp học này, cậu đã bị một con Bằng Mã mà Hagrid gọi là Buckbeak tấn công. Tất nhiên Draco không bao giờ dễ dàng cho qua chuyện này. Cậu và cha mình, ông Lucius Malfoy, luôn tìm đủ mọi cách buộc Hagrid phải giao nộp Buckbeak.
Suốt cả năm học, Draco luôn tìm cách phá phách Harry. Nhà Gryffindor luôn khó chịu với Slytherin và cuối cùng năm học bế mạc bằng một trận Quidditch.
Tuy vậy, cha con Draco đã thành công. Mặc dù Hagrid được trắng án nhưng con Bằng Mã phải chịu một kết cục thê thám là tử hình. (Nhưng sau này được cứu thoát bởi Harry và Hermione). Hagrid đã khóc rất nhiều còn Draco cực kì hả hê, cậu lại bắt đầu chế giễu Hagrid và bị Hermione tát một cái (trong phim, ở cảnh này, Hermione đã đấm Draco thay vì tát).
Draco luôn tỏ vẻ biết nhiều về người cha đỡ đầu Sirius Black của Harry, lúc nào cũng sẵn sàng buông ra những lời cay độc. Riêng Harry thì luôn tỏ ra phớt lờ, không quan tâm gì đến những lời bóng gió của Draco.

### Harry Potter và chiếc cốc lửa
Bước sang tuổi 14, Draco gặp Harry trên chuyến tàu đến trường Hogwarts. Cậu đã ra vẻ dạy dỗ và chế giễu Harry rằng cứ việc nắm lấy cơ hội cuối cùng bằng việc khoe mẽ. Cậu kiên quyết khẳng định rằng Harry và bạn bè không hề ý thức được những nguy hiểm sẽ xảy ra trong cuộc thi Tam Pháp thuật. Sau đó Draco lại dở giọng phê bình một cách miệt thị về cha của Ron Weasley trước sự chứng kiến của nhiều người.
Khi Harry được Chiếc Cốc lửa chọn là một trong bốn quán quân tham gia cuộc thi Tam Pháp thuật. Draco đã quay sang ủng hộ Cedric Diggory – một quán quân khác của trường Hogwarts - bằng cách làm một cái huy hiệu mà mỗi lần nhá sáng nó lại hiện lên dòng chữ "Potter thối hoắc" (Potter Stinks). Draco khoe khoang với Harry về điều mà cậu cho là rất hay ho. Cậu này cũng cố tình cung cấp những thông tin sai lệch, càng kinh khủng càng tốt cho Rita Skeeter – một phóng viên của tờ Nhật báo Tiên Tri, những bài báo của bà ta thì luôn luôn phóng đại sự thật. Bà ta thường tiếp xúc với Draco và những học sinh khác cũng như rình rập nghe lén chuyện của người khác dưới lốt một con bọ. Bà ta cũng là một Hoá thú sư không chính thức như Sirius Black.
Barty Crouch Jr. (người đã giả dạng thành giáo sư - Thần Sáng Alastor Moody) đã tấn công biến Draco thành một con chồn khi cậu buông lời miệt thị Harry và những người khác ngay trong lần đầu gặp mặt.
Trong vũ hội Giáng sinh, Draco đã bắt cặp với Pansy Parkinson. Cậu mặc một chiếc áo choàng cổ cao bằng nhung màu đen mà theo quan điểm của Harry thì Draco trông có vẻ khệnh khạng giống như một ông cụ con.

### Harry Potter và hội Phượng hoàng
Draco Malfoy bây giờ đã được 15 tuổi.
Cậu bắt đầu bắt cặp với Pansy Pakinson và tham gia vào Tổ thẩm tra của giáo sư, Thanh tra cấp cao của Bộ Dolores Umbridge - Hiệu trưởng mới của trường, lúc nào cũng rình rập hòng tóm được bất kì một học sinh nào (là Harry Potter càng hay) thuộc Quân đoàn Dumbledore – một tổ chức nhằm chống lại Nghệ thuật Hắc Ám do Harry đứng đầu. Draco đã đích thân tóm được Harry bằng một cú ngáng chân khi Harry cùng với những người bạn khác tìm cách chạy trốn vì bị lộ. Tất nhiên, Draco đã ngay lập tức đem Harry đến gặp Umbridge. Bằng cách đó, cậu đã kiếm được 50 điểm thưởng cho nhà Slytherin. Lúc nào Draco cũng rất háo hức nhìn thấy Harry bị trừng phạt nặng nề.
Sau sự kiện tại Bộ Pháp thuật, cha của Draco và một số người khác đã bị bắt và bị tống vào Azkaban. Trong suốt thời gian đó, Draco luôn cố gắng tìm cách trả thù Harry. Trong lần đầu tiên, Draco đã bị ngăn cản bởi giáo sư Snape và giáo sư McGonagall. Lần thứ hai trên chuyến tàu tốc hành Hogwarts, cậu xui xẻo khi đụng ngay một vài thành viên của Quân đoàn Dumbledore. Sau khi thua cuộc ở trận Quidditch, Draco đã buông lời cay độc nhục mạ mẹ của Harry, Fred, George và bị họ tấn công.
Đó là khoảng thời gian trước khi cậu trở thành một Tử Thần Thực Tử.

### Harry Potter và hoàng tử lai
Draco đã bước sang tuổi 16.
Trước khi nhập học, Draco đã đụng mặt Harry Potter tại Hẻm Xéo, trong tiệm của bà Malkin. Hai bên đã trao tặng cho nhau những lời lẽ xúc phạm sâu đậm. Draco và mẹ của cậu, bà Narcissa Malfoy, ngay lập tức rời khỏi tiệm sau khi từ chối không mua đồ, vì 
họ nói cảm thấy ghê tởm khi nhìn thấy sự có mặt của đám Muggle trong tiệm.
Harry và những người bạn của cậu đã trốn dưới tấm áo khoác tàng hình để theo dõi Draco. Họ đã thấy Draco đi vào tiệm Borgin & Burkes – một tiệm nổi tiếng chuyên bán đồ vật Hắc Ám. Hành động đó của Draco khiến cho Harry kiên quyết khẳng định là Draco có dính dáng đến Nghệ thuật Hắc Ám, và đã trở thành một Tử Thần Thực Tử thực sự.
Trên chuyến tàu Hogwarts, Harry đã sử dụng áo khoác tàng hình, lẻn vào toa Draco ngồi. Ở đây, Draco huênh hoang với 4 học sinh khác nhà Slytherin là Pansy Parkinson, Vincent Crabbe, Gregory Goyle và Blaise Zabini về nhiệm vụ mà Chúa tể Hắc Ám đã giao. Cậu nhanh chóng nhận ra Harry đang nghe lén nhưng đã giả vờ như không có chuyện gì. Nhưng khi mọi người rời khỏi toa, Draco đã lấy cớ là quên đồ và quay lại. Draco đã bất ngờ làm cho Harry bất động, buông lời thóa mạ và ngay sau đó đạp gãy mũi Harry. Sau đó cậu rất hả hê trùm Áo khoác Tàng hình lên người Harry để không ai nhìn thấy và cứu cậu, sau đó bỏ mặc Harry bị mắc kẹt trên tàu trong tình trạng không thể nhúc nhích. Nhưng may mắn thay, Nymphadora Tonks (chị họ của Draco) đã tìm thấy Harry.
Harry đã dành phần lớn thời gian ở trường để theo dõi Draco. Cậu sử dụng Áo khoác tàng hình, tấm bản đồ đạo tặc, thậm chí còn sai cả hai con gia tinh là Kreacher và Dobby nhưng không tài nào tìm thấy bất kì một dấu vết nào của Draco. Khi Katie Bell suýt bị giết bởi cái vòng bị ếm được nhận từ quán Ba cây Chổi và Ron Weasley suýt chết vì trúng độc từ chai rượu được gửi tặng cho thầy Dumbledore, thì Harry càng nghi ngờ Draco là thủ phạm của 2 vụ tấn công trên.
Một lần khác Harry bắt gặp Draco khóc trong phòng vệ sinh nam với con ma khóc nhè Myrtle. Khi Draco nhận ra là Harry cũng đang ở đó thì ngay lập tức cậu muốn ếm Crucio  (Lời nguyền Tra Tấn) lên Harry, Nhưng Harry đã nhanh tay hơn, cậu sử dụng Sectumsempra (Cắt Sâu Mãi Mãi) để tấn công. Draco còn chưa hết ngỡ ngàng thì máu từ ngực cậu đã phun ra xối xả. Trong khi Harry đứng đó kinh hoàng trước sức mạnh của câu thần chú và chưa biết làm gì thì giáo sư Snape xuất hiện. Ông xem xét và cầm máu cho Draco, sau đó đưa cậu đến bệnh thất và phạt Harry một tuần cấm túc.
Khi Harry và cụ Dumbledore trên đường quay về Hogwarts sau một cuộc hành trình vất vả đi tìm một cái Trường Sinh Linh Giá. Suốt cuộc hành trình, cụ Dumbledore đã trở nên rất yếu do tác hại của chất lỏng ma thuật màu xanh không tên mà cụ đã uống ngay tại cái hang tìm được Trường Sinh Linh Giá giả đó. Họ đã nhìn thấy Dấu hiệu Hắc Ám lóe lên từ tháp Thiên Văn. Khi cả hai thầy trò đáp xuống đỉnh tháp, thì Draco phục kích và tước vũ khí của cụ. Harry muốn làm một cái gì đó để giúp cụ nhưng cậu đã bị cụ Dumbledore làm cho bất động dưới tấm áo khoác tàng hình. Cụ Dumbledore đã rất bình tĩnh khi nói chuyện với Draco và bảo cho cậu biết rằng cụ đã khám phá ra từ lâu cái bí mật mà Draco cố gắng làm trong suốt 1 năm qua. Draco đã giải thích rằng Chúa tể Voldemort yêu cầu cậu phải giết bằng được Albus Dumbledore, rằng cậu đã sửa thành công cái tủ cũ trong Phòng Cần Thiết, biến nó thành 1 lối đi bí mật để đưa các Tử Thần Thực Tử đột nhập vào bên trong lâu đài. Draco nói trong sự tuyệt vọng rằng cậu đã suýt đầu độc được cụ, suýt giết được Katie Bell và Ron Weasley. Nhưng cuối cùng, Draco coi như đã thành công. Draco nói với Dumbledore rằng một số Tử Thần Thực Tử đã đột nhập vào trong lâu đài và bắn lên dấu hiệu Hắc Ám trên tháp để dụ cụ quay trở về. Cụ Dumbledore nói với Draco rằng cậu biết rõ là cậu không hề muốn giết thầy, mặc dù cậu đang bị Chúa tể Hắc Ám đe dọa và dồn vào đường cùng. Hoặc thậm chí Draco có tham gia vào đội quân Tử Thần Thực Tử đi chăng nữa thì cậu vẫn chưa đủ bản lĩnh giết cụ bằng chính đũa phép của cậu.

### Harry Potter và Bảo bối tử thần
Draco đã trưởng thành ở tuổi 17. Cậu cũng giống như gia đình mình, đã phục tùng theo Chúa tể Voldemort, và bắt buộc phải để cho hắn dùng phủ Malfoy của gia đình như một tổng hành dinh. Cậu đã chứng kiến cảnh giáo sư dạy môn Muggle học của mình bị Voldemort giết chết, vì đã lên tiếng bên vực cho dân Muggle và những phù thủy xuất thân từ những gia đình Muggle.
Draco gặp lại Harry và nhóm bạn khi họ bị bọn Tử thần thực tử bắt về phủ, và cậu đã xác định khi được cha mình yêu cầu nhìn rõ xem có đúng thực là Harry và các bạn của cậu ta không, và, mặc dù biết chính xác đó là Harry Potter, cậu đã nói dối là không phải.
Draco cũng đã cố gắng ngăn chặn không cho nhóm Harry đào thoát nhưng không thành công. Cậu đã bị những mảnh kính của đèn chùm (được con gia tinh Dobby cho rơi xuống để cứu nguy Harry) làm bị thương ở mặt, và thừa cơ hội đó, Harry tước đi cây đũa phép của cậu và của cả Bellatrix Lestrange, thực hiện phép Độn thổ thoát khỏi phủ Malfoy an toàn.
Draco (cùng Crabbe và Goyle) cũng đã gặp lại Harry, Ron và Hermione khi bộ ba đang cố tìm kiếm vương miện của Rowena Ravenclaw trong phòng Cần thiết. Cậu đã cố gắng ngăn Crabbe không được giết Harry theo lệnh của Chúa tể Hắc ám, song Crabbe đã dùng lời nguyền Lửa Quỷ để tấn công bộ ba Harry, Ron và Hermione làm căn phòng bốc cháy dữ dội. Crabbe mất mạng với chính ngọn lửa do bản thân tạo ra, trong khi Draco và Goyle được Harry cứu thoát bằng chổi.
Khi trận quyết chiến ở Hogwarts đang diễn ra, Draco đã được Ron cứu mạng một phen nữa khi cậu lâm vào thế tay không đối mặt với một tên Tử thần thực tử. 
Khi trận chiến kết thúc, Draco đã tìm lại được ba mẹ cậu ở Đại sảnh đường, song không còn ai ở đó để ý đến gia đình cậu lúc ấy nữa, và gia đình cậu đã chạy trốn khỏi Chúa tể Hắc ám, bỏ lại đằng sau ngôi trường gắn bó giờ đây đã đổ nát, tan hoang.

### Hồi kết 19 năm sau
19 năm sau trận chiến cuối cùng, Draco đã lập gia đình với Astoria Greengrass (em gái của Daphne Greengrass) và có một cậu con trai tên Scopius, giống cậu y hệt cậu. Dù rằng mối quan hệ của Draco với bộ ba Harry không tiến triển sau ngần ấy năm, nhưng khi thấy Harry, Ron và Hermione nhìn cậu chằm chằm ở nhà ga Ngã Tư Vua, Draco đã có lời chào hỏi, dù đó chỉ là một cái gật đầu cụt lủn, rồi quay mặt đi chỗ khác ngay tức thì.